# Agostinho Barbosa
Agostinho Barbosa (Avgvstini Barbosæ, 1589-1649), (Aldão, Guimarães, 17 de Setembro de 1589 – Roma, 19 de Novembro de 1649), foi lexicógrafo, jurista, jesuíta e bispo português, além de prolífico autor sobre direito canônico. A sua obra Dictionarium Lusitanico-Latinum, foi publicada na cidade de Braga em 1611.

## Biografia
Estudou direito canônico em sua cidade natal e depois formou-se em 11 de Maio de 1615 pela Universidade de Coimbra. Durante dois anos deu aulas sobre direito pontifício. Em 1618, publicou a obra Doctorum qui varia loca Concilii Tridentini, incidenter tractarunt, que foi colocada no Índice de Livros Proibidos por ter sido considerada um tratado geral aos Decretos Disciplinares do Concílio de Trento.
Em 19 de Setembro de 1615 é ordenado sacerdote na cidade de Vigo. Em seguida, visitou as principais universidades europeias da época. Em Roma se doutorou in utroque iure, na Universidade da Sapientia em 3 de Julho de 1621. Viveu em penúria extrema. Como tinha poucos recursos para sobreviver, não podia adquirir os livros, porém, devido à sua índole afável e modesta, os livreiros e os amigos permitiam que ele os levasse para casa, e depois, durante a noite, registrava o que lera durante o dia. E desse modo veio a compor as suas obras, resultantes da sua memória e erudição prodigiosas. 
Por ocasião da Independência de Portugal (1 de Dezembro de 1640), colocou-se a serviço de Filipe IV, porém sempre se dedicando a seus afazeres religiosos e a seus escritos. Em fevereiro de 1648 o rei atendeu a um pedido seu e decidiu apresentá-lo para Bispo de Ugento, no reino de Nápoles, que na época pertencia à coroa da Espanha. O papa Inocêncio IX confirma a nomeação em 26 de Fevereiro de 1649, poucos meses antes de sua morte. Foi sepultado na Catedral de Ugento, num mausoléu adornado com longo epitáfio criado pelo seu irmão Simão Vaz Barbosa.

## Obras
As suas obras abrangem no mínimo 30 volumes.
- Thesaurus Locorum Communium Jurisprudentiæ (1652).
- Tractatus varii (1644)
- Pastoralis Sollicitudinis, sive de Officio et Potestate Episcopi Tripartita Descriptio (Roma, 1621; Lyons, 1629; in folio,1641, 1650, etc.).
- Variae Juris Tractationes, obra similar foi publicada em Roma em 1632, Lyons, 1634, Genebra, 1662, Veneza, 1705, in quarto; in-fólio, Lyons, 1631 e 1644, Estrasburgo, 1652.
- Juris Ecclesiastici Universi Libri III (Lyons, 1633, 1645, 1718).
- Sacrosanctum Concilium Tridentinum (1631)
- Collectanea doctorum, tam veterum quam recentiorum, in jus pontificium universum.
- Tractatus de canonicis, et dignitatibus, aliisque inferioribus beneficiariis cathedralium, & collegiatarum ecclesiarum … (1679)
- De Canonicis et Dignitatibus, aliisque inferioribus Beneficiariis Cathedralium… eorumque Officio tam in Choro, quam in Capitulo, elegans et perutilis Tractatus Lyon : Durand - 1634

Todas as obras canônicas de Agostinho Barbosa foram publicadas em Lyons, 1657–75, em 19 vols. Em quinto, 16 vols. in folio, e novamente, 1698–1716, 20 vols. em quinto, 18 vols. em folio.